# Kößlarn
Kößlarn – gmina targowa w Niemczech, w kraju związkowym Bawaria, w rejencji Dolna Bawaria, w regionie Donau-Wald, w powiecie Pasawa. Leży około 33 km na południowy zachód od Pasawy.

## Dzielnice
W skład gminy wchodzą trzy dzielnice: Hubreith, Kößlarn, Thanham.

## Demografia
| Rok  | Liczba mieszk. |
| ---- | -------------- |
| 1858 | 753            |
| 1970 | 1 790          |
| 1987 | 1 696          |
| 2000 | 1 993          |